# Satellit-Wintereule

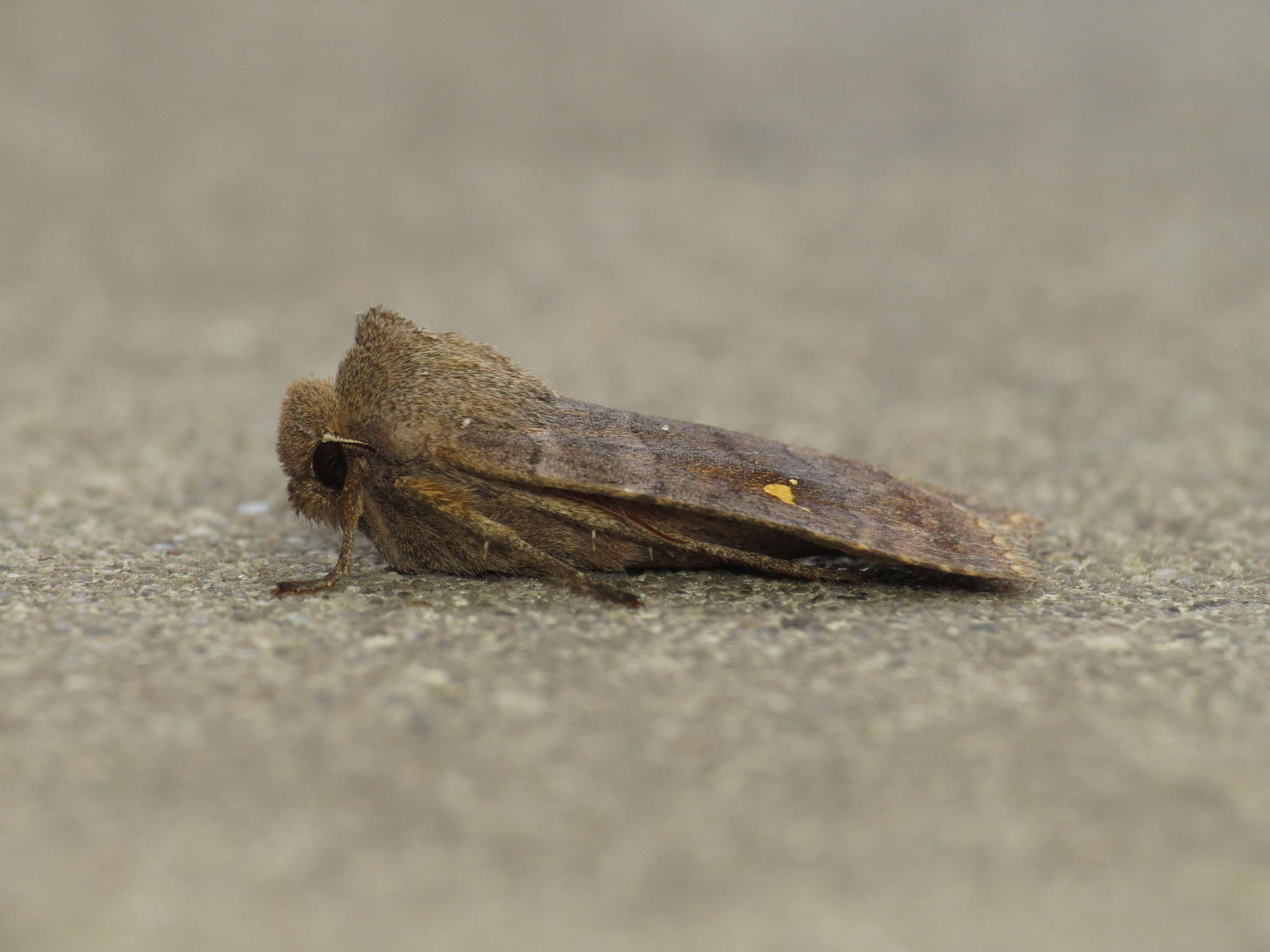
Satellit-Wintereule (Eupsilia transversa), Seitenansicht

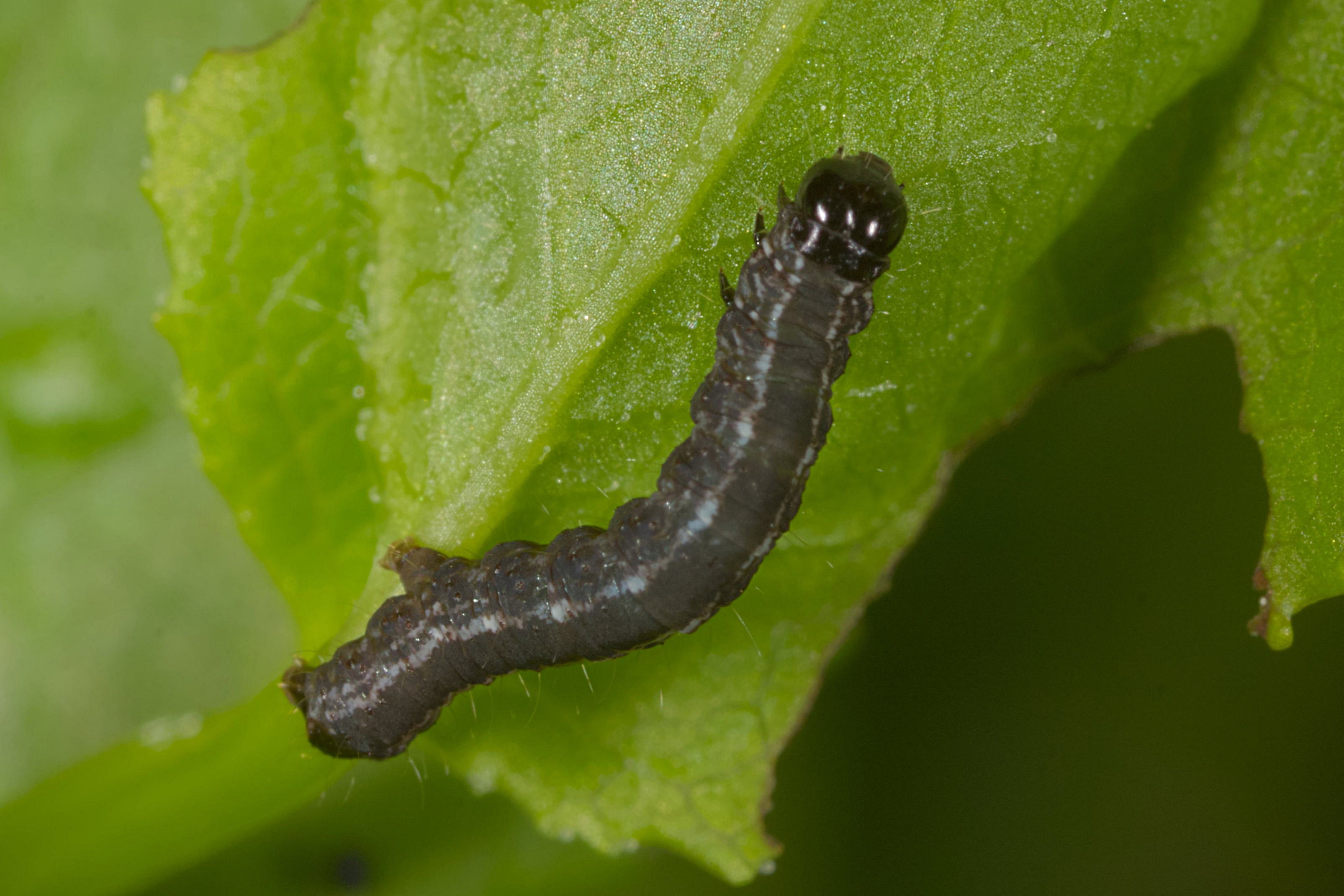
Satellit-Wintereule (Eupsilia transversa), Raupe

Die Satellit-Wintereule (Eupsilia transversa) ist ein Schmetterling (Nachtfalter) aus der Familie der Eulenfalter (Noctuidae). Die Art überwintert als Falter und zählt daher zu den sog. „Wintereulen“.

## Merkmale

### Falter
Der Falter hat eine Flügelspannweite von 40 bis 48 mm. Die Grundfarbe variiert von hellrotbraun bis dunkelgraubraun und dunkelbraun. Die Querlinien sind meist deutlich ausgebildet, und meist dunkler als die Grundfarbe. Basale Querlinie und innere Querlinie sind fast gerade und nur leicht in sich gewellt. Die äußere Querlinie ist geschwungen und gezackt. Der Mittelschatten ist diffus, nicht klar begrenzt, mit medianer Auszackung und dunkler als die Grundfarbe. Die Wellenlinie ist meist weniger deutlich als die anderen Querlinien ausgebildet. Sie endet noch vor dem Vorderrand in einem diffus begrenzten, grauen Fleck. Die Ringmakel ist klein und hebt sich kaum von der Grundfarbe ab; bei manchen Exemplaren ist sie nicht zu sehen, bei anderen Exemplaren sitzt ein kleiner schwarzer Fleck im Zentrum. Die Nierenmakel ist dagegen sehr charakteristisch; relativ groß, gerundet, mit einem zentralen, annähernd dreieckigen weißen oder gelben Fleck und zwei kleinen Flecken an bzw. unter den beiden äußeren Rundungen des Flecks, auch Satelliten-Flecke genannt (vgl. deutscher Artname!). Die Hinterflügel sind einheitlich graubraun. Hier sind die Querlinien und der Diskalfleck kaum sichtbar.
Der Apex ist relativ spitz, der Außenrand gezackt. Die Saumlinie ist meist fein und häufig deutlich dunkler gezeichnet; sie kann aber auch fast erloschen sein. Kopf und Thorax sind meist in der Grundfarbe gehalten, seltener etwas dunkler.

### Ei
Das Ei ist halbkugelig abgeflacht, die Außenseite mit zahlreichen, etwas unregelmäßige Längslinien. Es ist oben leicht eingesenkt, die Mikropylregion etwas erhaben. Dadurch ist diese von einer flachen Rinne umgeben. Es ist hellgelb bis graubraun und färbt sich vor dem Schlüpfen dunkler.

### Raupe
Die Raupe ist dunkelbraun bis schwarzbraun und fast schwarz, oft mit einer violetten Tönung. Die Rückenlinie und die Nebenrückenlinien sind sehr fein und heller. Die Seitenlinie ist am 1., 2., 5. und 11. Segment in weiße Flecken aufgelöst. Der Kopf ist rotbraun, der Nackenschild schwarz gefärbt mit zwei gelben Längslinien. Die Stigmen sind schwarz umrandet.

### Puppe
Die gedrungene Puppe ist rotbraun mit einem kurzen, kegelförmigen Kremaster. Dieser ist mit zwei langen, leicht nach unten gekrümmten Borsten besetzt.

## Geographische Verbreitung und Habitat
Das Verbreitungsgebiet der Art reicht von Westeuropa bis nach Ostasien (Japan). Im Süden verläuft die Verbreitungsgrenze von Nordspanien, Sardinien, Mittelitalien, Makedonien, Bulgarien, Kleinasien und das Kaukasusgebiet nach Zentralasien. Im Norden erstreckt sich das geographische Vorkommen bis nach Schottland und die Orkney-Inseln. Einzelne Tiere wurden auch schon von Island gemeldet. In Fennoskandien reicht die Verbreitung der Art bis fast an den Polarkreis, ebenso in Nordrussland. Die Art ist sehr kältetolerant und lebt in einer Vielzahl von Habitaten, von Waldgebieten bis offenen Graslandschaften, vom Tiefland bis über die Baumgrenze. Von gemäßigten Regionen bis in die subarktische Tundra. Die Art steigt in den Alpen bis auf 1800 m an.

## Phänologie und Lebensweise
Die Art bildet eine Generation im Jahr aus. Die Falter schlüpfen im September, einzelne Tiere bereits auch schon im August. Die herbstliche Hauptflugzeit erstreckt sich von September bis November. Danach legen die Falter eine Winterpause ein, die jedoch an milden Wintertagen unterbrochen werden kann. Die Falter sind auf die Aufnahme von Nahrung angewiesen. Sie wurden im Herbst an spätblühenden Pflanzen beobachtet (z. B. Schmetterlingsflieder (Buddleja davidii)), aber auch an Baumsäften saugend. Auch zersetzendes Obst und Honigtau dienen als Nahrung. Im Frühjahr werden die Kätzchen verschiedener Weiden besucht; auch an Baumblüten wurden sie beobachtet. Sie kommen gerne an den Köder. Sie sind nachtaktiv und kommen an künstliche Lichtquellen.
Die Eier werden einzeln an abgelegt. Die Raupen sind im Mai und Juni zu finden. Sie sind ausgesprochen polyphag und fressen an den Blättern zahlreicher Laubbäume und Büsche. Die Jungraupen leben in zusammen gesponnenen Blättern. Sie sind nachtaktiv und verstecken sich tagsüber. Nachgewiesen sind: Zitterpappeln (Populus tremula), Sal-Weide (Salix caprea), Gemeine Hasel (Corylus avellana), Rotbuche (Fagus sylvatica), Stieleiche (Quercus robur), Feldulme (Ulmus minor), Kulturapfel (Malus domestica), Weißdorne (Crataegus sp.), Brombeeren (Rubus fruticosus agg.), Rubus sp., Pflaume (Prunus domestica), Vogel-Kirsche (Prunus avium), Schlehe (Prunus spinosa), Feldahorn (Acer campestre), Gewöhnlicher Spindelstrauch (Euonymus europaeus), Sommer-Linde (Tilia platyphyllos), Faulbaum (Frangula alnus) und Flieder (Syringa vulgaris). Die Raupen gelten als Mordraupen, d. h., dass sie andere Raupen fressen. Auch Blattläuse und Insektenlarven werden gefressen. Die Verpuppung erfolgt in einem Kokon in der Erde.

## Systematik
Die Art wurde 1766 von Johann Siegfried Hufnagel als Phalaena transversa erstmals wissenschaftlich beschrieben. Nur ein Jahr später beschrieb Carl von Linné erneut unter dem Namen Phalaena satellitia, der Name ist darum ein jüngeres Synonym von Eupsilia transversa (Hufnagel, 1766). Sie ist die Typusart der Gattung Eupsilia Hübner, 1821.

## Gefährdung
Die Art gilt in Deutschland als nicht gefährdet.